# Acanuno (Ort)
Acanuno ist eine Ortschaft im Hügelland des Sucos Hera (Verwaltungsamt Cristo Rei, Gemeinde Dili), auf einer Meereshöhe von 53 m. Sie ist das Zentrum der Aldeia Acanuno. Das Dorf liegt an der Überlandstraße von der Landeshauptstadt Dili nach Hera, zwischen Airiti im Osten, Raimia im Südwesten und Lolesu im Nordwesten.
In Acanuno stehen eine Kirche und die Grundschule Escola do Ensino Básico Akanunu. Sie wurde durch die Überschwemmungen 2020 zerstört. Auch die Flutkatastrophe im April 2021 verursachte Schäden.

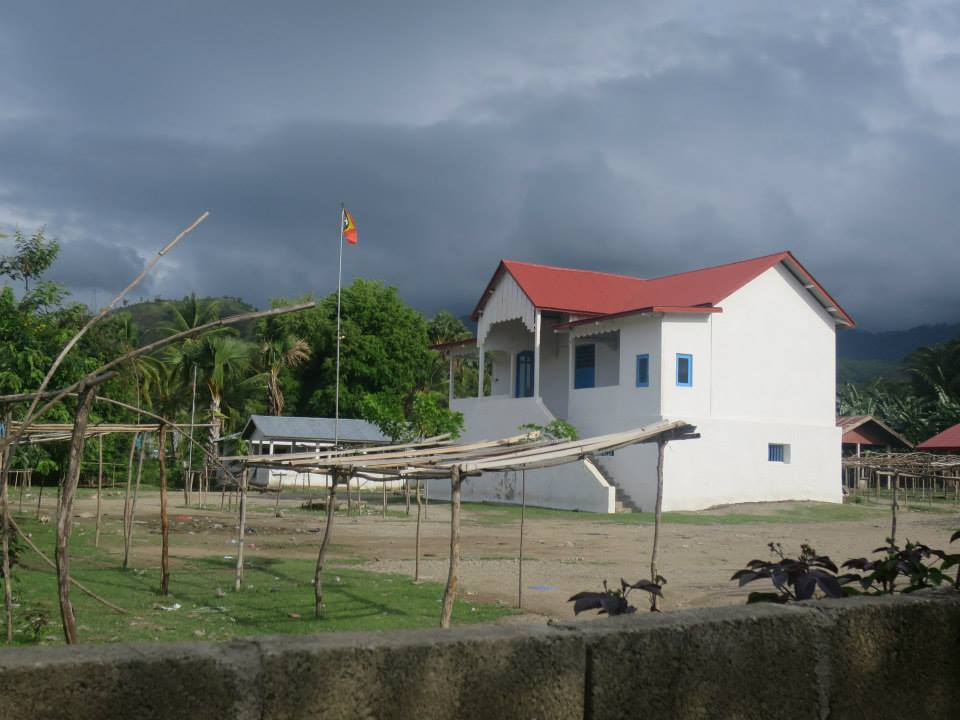
Regierungsgebäude in Acanuno
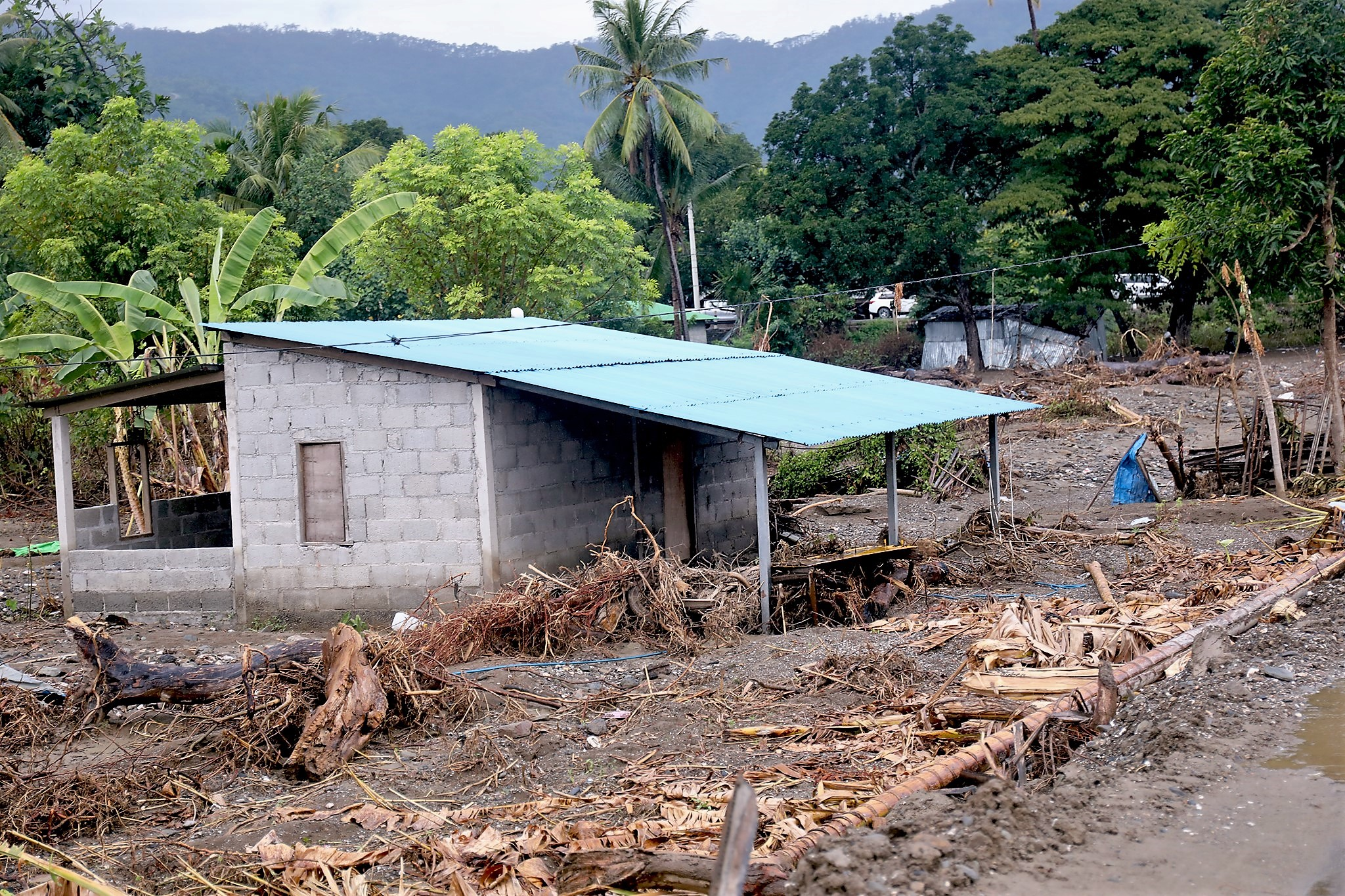
Nach den Überflutungen im April 2021